# Peter Škantár
Peter Škantár (n. 20 iulie 1982, Kežmarok, Prešovský kraj, Slovacia) este un canoist ce a reprezentat Slovacia, medaliat olimpic. A participat la o ediție a Jocurilor Olimpice (2016) în care a câștigat o medalie de aur.

## Participări
Lista de mai jos prezintă principalele competiții la care a participat Peter Škantár de-a lungul carierei.
- Canoagem nos Jogos Olímpicos de Verão de 2016 - Slalom C-2 masculino[*]